# Alue Adan
Alue Adan is een bestuurslaag in het regentschap Pidie van de provincie Atjeh, Indonesië. Alue Adan telt 418 inwoners (volkstelling 2010).